# Miejska Górka
Miejska Górka là một thị trấn thuộc huyện Rawicki, tỉnh Wielkopolskie ở trung-tây Ba Lan. Thị trấn có diện tích 3 km². Đến ngày 1 tháng 1 năm 2011, dân số của thị trấn là 3190 người và mật độ 1016 người/km².